# 山中潤
山中 潤（やまなか じゅん、1961年〈昭和36年〉9月6日 - 旧姓：井上）は、日本の実業家、ゲームクリエーター、編集者、映画プロデューサー、写真家である。東京都出身。JUNS株式会社オーナー。高円寺三角地帯共同オーナー。
かつて、ソフトハウス『ツァイト』の代表取締役だった。また、雑誌『ガロ』を創業者の長井勝一から引き継き、発行人を務めていた事もある。

## 来歴
- 東京都北区西ヶ原三丁目生まれ。
- 1983年、マジカルズゥ（ストラットフォード・コンピューターセンター）の開催した第1回アドベンチャーゲームコンテストに『黄金の墓』で優勝する。
- 1984年、マジカルズゥで出会ったつげ義春ファン3人でソフトハウス『ツァイト』を創立、代表取締役に就任する。日本のグラフィックソフトの先駆けとなるZ'sSTAFFシリーズを開発販売した。Z'sSTAFFは当時のMS-DOS対応のパーソナル向けとしては、標準的なグラフィックソフトのひとつとなった。
- 1989年、つげ義春の『ねじ式』をゲーム化、その後の竹中直人による『無能の人』や石井輝男による『ゲンセンカン主人』の映画化にも協力し、90年代つげ義春ブームの流れを作る一端を担った。
- 1990年、松沢呉一の紹介により、当時経営危機だった青林堂を長井勝一から買い取り、社長就任。
- 1992年より、当時ツァイトの子会社だった青林堂が発行する雑誌『ガロ』の編集長になる。サブカルチャー誌の色を強めるなど様々な企画で、低迷していたガロを一時的に持ち直すことに成功した。1994年には、ガロ創刊30周年記念として監督にミュージシャンのあがた森魚を迎え、同誌に掲載された『オートバイ少女』を映画化しゆうばり国際ファンタスティック映画祭に出展、シネマアルゴ新宿などで公開した。
- ツァイトは、MS-DOSからWindowsへのプラットホーム移行の対応が上手く行かず失敗。一方、編集部の反発を押し切る形で立ち上げた『デジタルガロ』も大赤字に終わる。これは、雑誌にCD-ROMを添付し、廉価でガロのインターネットコンテンツに接続できる会報誌的な試みだった。山中が強引に搬入部数を10万部まで上げたものの、実売は18,000部に留まったため、多大な債務を生む。
- この時期、山中の体調不良もあって、青林堂の内紛と分裂が発生。1997年8月11日にはツァイトが倒産する[1]。
- 1997年、エロスアートギャラリーの老舗である渋谷美蕾樹にて写真個展『八月の少女』（モデル・オギマコト）を開催する。モデルのオギマコトはその後映画監督石井聰亙らの手によって写真集や映画に出演した。
- 1998年、青林堂の社長を福井源に譲る。
- 1999年、青林堂の社長を蟹江幹彦として、経営をゆずる。
- 2006年には同ギャラリーにてフランスの写真家イリナ・イオネスコがロマンチカの横町慶子を撮った写真展などをプロデュース。また、mixiに携帯電話で撮影した写真のコミュ『携帯写真家』を立ち上げ、新宿AndZoneにて投稿された2000枚の写真を壁一面に敷き詰めたイベントを行った。
- 2000年より沖縄に移住。沖縄初の女性誌『KeyRey』を創刊する。創刊号から表紙などイメージガールを続けた当時高校生だった比嘉愛未はNHKの連続テレビ小説『どんど晴れ』のヒロインに選ばれるなど、女優やモデルとして活動。
- 2005年、クリエーター向けカスタムパソコン工房『JUNS』を立ち上げ、音楽グループm.o.v.eのプロデューサー・t-kimura等にマシン供給を始める。
- 2010年より自社のPCによるUSTREAM配信を始め、田原総一朗・津田大介司会の第一回朝ダダ・孫正義×佐々木俊尚 光の道対談・（向谷実）向谷倶楽部公開レコーディング・前陣速攻愛板談義　石井裕×古川享等の放送を支えた。
- 同年7月、中野区にUSTREAM配信の実験を目的としたJUNS-StreamCowBoysStudioをオープンした。
- 同年12月、インターネット音楽番組『Oil in Life』（オイルインライフ）司会  宍戸留美、津田大介を始める。
- 2011年、東北地方太平洋沖地震による福島第一原子力発電所事故の情報を原子力資料情報室より連日配信した。
- 2018年、ヒマスタの川井拓也と共同で高円寺に配信BAR『高円寺三角地帯』をオープン。

## 配信番組制作
- 『Oil in Life』（オイルインライフ）司会  宍戸留美、津田大介 2010年12月より毎月
- 『Caoli Cafe』（カオリカフェ）司会  辻香織、2019年1月より毎月

## 映画
- 出演
  - 無頼平野（監督 - 石井輝男）
- プロデュースほか
  - オートバイ少女（監督 - あがた森魚、主演 - 石堂夏央）
  - 無能の人（監督 - 竹中直人）
  - 無敵のハンディキャップ（監督 - 天願大介）

## 書籍・雑誌
- ガロ
- KeyRey
- 無能の人のススメ
- ガロ曼荼羅

## ゲーム・ソフトウェア
- 黄金の墓(井上潤名義)
- ねじ式
- アソコの幸福
- Z'sSTAFF KID
- Z'sWORD JG
- Z'sSTAFF PRO-68K

## 個展
- 八月の少女 (写真 山中潤・モデル オギマコト)　1997年8月渋谷アートスペース美蕾樹（ミラージュ）
- 小さな詩 (写真 山中潤・詩 前井有美子　1997年12月渋谷アートスペース美蕾樹（ミラージュ）